# Belgier-Kaserne

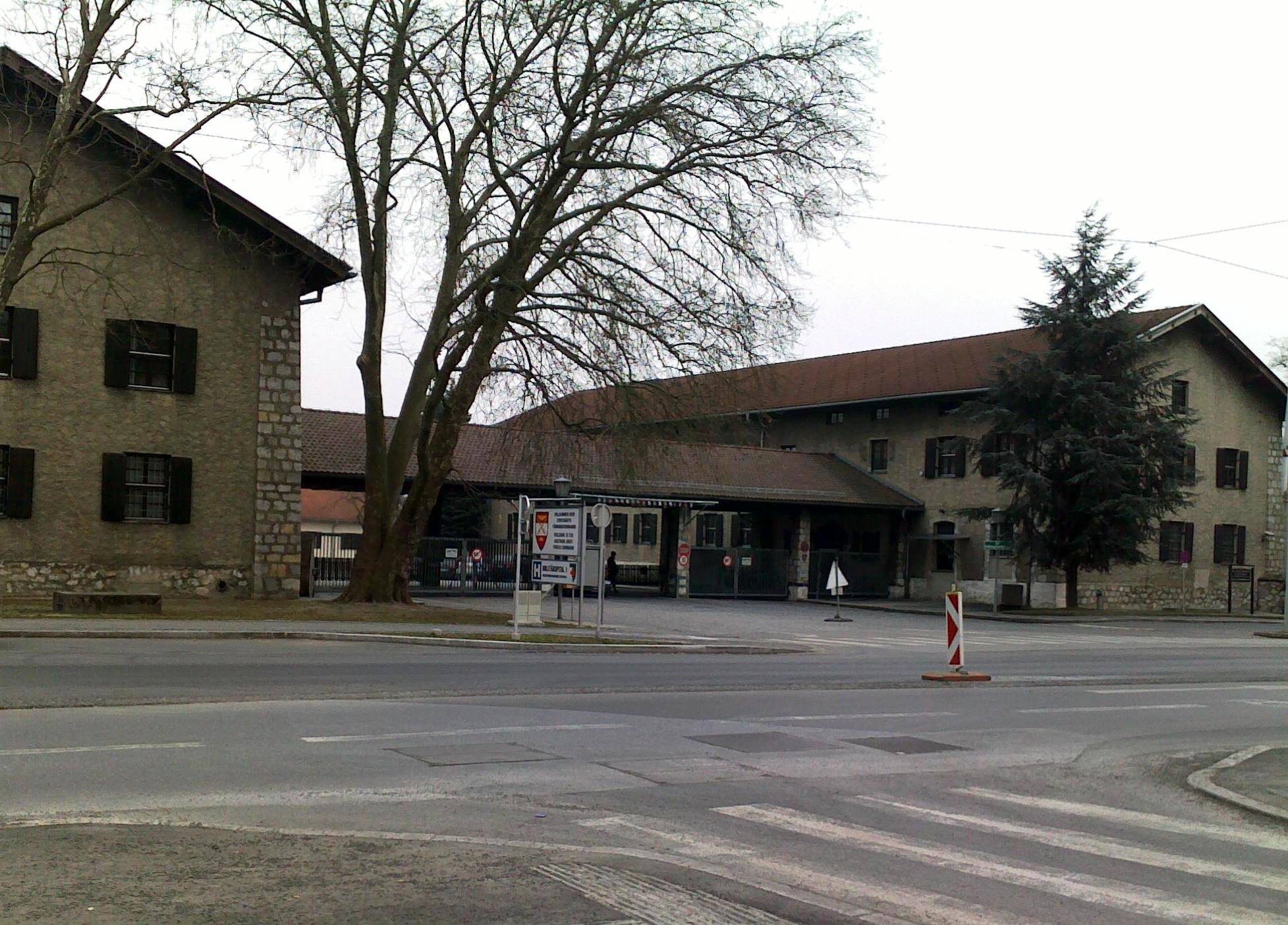
Die Belgier-Kaserne

Die Belgier-Kaserne ist eine Kaserne im Westen von Graz. Sie befindet sich im 15. Grazer Gemeindebezirk Wetzelsdorf in der Straßganger Straße 171.

## Geschichte

### Die Belgier-Kaserne im Zweiten Weltkrieg
Erbaut wurde die Belgier-Kaserne in den Jahren 1939 bis 1940. Die architektonischen Aufgaben übernahm eine Gruppe von Berliner Architekten. Man ließ zunächst die geplanten acht Objekte durch verschiedene Grazer Baufirmen errichten.
Der erste Verband, der in die Belgier-Kaserne einzog, war das II. Ersatzbataillon des Waffen-SS-Regiments „Der Führer“. Später wurden noch mehrere andere SS-Ersatzeinheiten untergebracht. So erhielt sie während des Zweiten Weltkriegs den Namen SS-Kaserne Wetzelsdorf.
Im Laufe des Krieges und vor allem zum Ende des Krieges 1945 fanden zahlreiche Erschießungen auf dem Kasernengelände statt. Gleich nach Kriegsende versuchte eine österreichisch-sowjetische Untersuchungskommission die dort aufgefundenen 142 Leichname zu identifizieren. Nach weiteren Leichenfunden erhöhte sich 2010 die Totenzahl auf 219. Es werden weitere Tote vermutet, die damals in Bombentrichtern, die als Massengräber dienten, verscharrt wurden. Untermauert wurden diese neuen Annahmen durch weitere Leichenfunde nach Trefferfotos, die erst durch Archive freigegeben wurden.

### Schießplatz Feliferhof – Ort von NS-Verbrechen
Zur Kaserne gehört auch der Feliferhof ⊙ westlich der Kaserne (nordwestlich des Grazer Buchkogels), der schon seit 1869 als Schießplatz vom Militär genutzt wurde. Heute wird er von der Polizei mitverwendet. Auf diesem Gelände wurden während der NS-Zeit etwa 500 Personen ermordet. Von September 1941 bis zur Errichtung einer Hinrichtungsstätte im Landesgericht im Jahr 1943 wurden Todesurteile von Militär- und Polizeigerichten hier vollstreckt. Auch ab Februar 1945 wurden wieder Erschießungen durchgeführt.
Ende April 1945 wurden rund 130 in Bombentrichtern verscharrte Leichen von Häftlingen ausgegraben und in ein Massengrab am Feliferhof umgebettet. Diese Häftlinge wurden in dieses Grab hinein erschossen. Sigfried Uiberreither ließ noch am 7. Mai 1945, am Tag vor seiner eigenen Flucht aus Graz, sechs Widerstandskämpfer hinrichten. Nach der Befreiung wurde am 18. Mai 1945 von alliierten Truppen das Massengrab mit 142 Leichen, davon 116 in Zivilkleidung und 21 in Uniform (zehn Ungarn, vier Deutsche, drei Franzosen, drei Russen und ein Amerikaner), entdeckt. Die Leichen der 140 Männer und 2 Frauen wurden am 27. Mai 1945 auf dem Grazer Zentralfriedhof feierlich beigesetzt. Von der Landesregierung wurde eine Untersuchungskommission zur Klärung der Hinrichtungen eingesetzt.
1980 wurde eine erste Erinnerungstafel angebracht. Die Gedenkstätte wird vom Militärkommando Steiermark erhalten, als Mahnung für „die verbliebenen Spuren brutaler Willkürakte der NS-Justiz“. Rund um den Internationalen Tag der Menschenrechte werden immer wieder Gedenkfeiern abgehalten.
Der Feliferhof steht unter Denkmalschutz.

### Die Belgier-Kaserne in der Nachkriegszeit
Nach dem Ende des Zweiten Weltkriegs am 8. Mai 1945 zogen die sowjetischen Truppen unter Marschall Tolbuchin am 9. Mai 1945 in die Belgier-Kaserne ein und räumten die Steiermark am 23. Juli 1945 wieder. Vertreten wurden sie fortan von der britischen 8. Armee unter General Hankesworth. Zu dieser Zeit nannte man die Belgier-Kaserne Hankesworth-Barracks. Zeitweise war in der Belgier-Kaserne auch ein Teil des Internierungslagers Wetzelsdorf für ehemalige Nationalsozialisten zur Entnazifizierung untergebracht. Der nördliche Teil wurde ab 1953 von den Engländern an die Fahreinheit Krumpendorf (später Steiermark) und einige Unterabteilungen der ehemaligen B-Gendarmerie (den Vorgängern des Österreichischen Bundesheeres) abgetreten. Es war die einzige Kaserne, in der Briten und Teile der B-Gendarmerie zugleich untergebracht waren. Die 8. Britische Armee verließ im Jahr 1955 die Steiermark und überließ die Kaserne dem Österreichischen Bundesheer.

### Die Belgier-Kaserne unter dem Österreichischen Bundesheer
Nachdem die Briten die Steiermark verlassen hatten, wandelte das Österreichische Bundesheer die Kaserne in eine Panzerkaserne um. Aus ihr gingen einige Panzerverbände hervor, zum Beispiel Panzerbataillon 4 mit Kampfpanzer M 47 oder das Jagdpanzerbataillon 4, welches auf den Jagdpanzer Kürassier umgerüstet wurde. Die Panzerverbände wurden am 30. November 1998 nach Gratkorn verlegt. Am 1. Dezember 1998 zog das Kommandobataillon 1 in die Belgier-Kaserne ein. Heute befindet sich dort das daraus hervorgegangene, im Bataillonsstatus äquivalente Zentrum Internationale Kooperation. Seit 1. September 2006 befindet sich außerdem in der Belgier-Kaserne das Streitkräfteführungskommando des Österreichischen Bundesheeres, welches gemeinsam mit einem Teil in Salzburg-Wals die operative Führung aller Streitkräfte in Österreich und aller Auslandsmissionen wahrnimmt.

## Namensgebung
Aufgrund des Erlasses zur Traditionspflege des Bundesheeres, welcher 1967 unter Bundesminister Georg Prader verabschiedet wurde, erhielt die Wetzelsdorfer-Kaserne die Bezeichnung Belgier-Kaserne. Damit sollte dem im Jahr 1682 gegründeten steirischen k. u. k. Infanterieregiment Nr. 27 „König der Belgier“ ein würdiges Denkmal gesetzt werden. Ab 1853 waren die Belgischen Könige Leopold I., Leopold II. und Albert I. von Kaiser Franz Joseph I. ernannte Inhaber dieses Regiments. Bald wurden die Angehörigen dieses Regiments im Volksmund die Belgier bezeichnet.

## Nutzung und Aus-/Umbau der Kaserne
Vor 1945 gehörten noch zahlreiche Wohnhäuser und Gebäude zur Kaserne. Diese werden heute nur noch teilweise als Wohngebäude für das Kaderpersonal genutzt. Der Standortübungsplatz Pöls und der Schießplatz Feliferhof sind auch bis heute der Betriebsstaffel Belgier-Kaserne unterstellt. Als Neubauten wurden in der Kaserne nur die ortsfeste Stellungskommission sowie einige Panzer-, Kfz-Hallen und Munitions- bzw. Betriebsmittellager errichtet. Im Jahr 1956 wurde ein Teil der Kaserne im Bereich des nördlichen Einfahrtstores an die Stadt Graz verkauft.
Das Offizierskasino der Belgier-Kaserne, welches 2005 ausbrannte, ist gleichzeitig das Standortkasino von Graz. Es dient auch den Veranstaltungen militärischer Vereine der Steiermark, dem Gesellschaftsabend der Offiziere und der Veranstaltung des Unteroffiziersballs. Ab 2002 wurde das Kommando Internationale Einsätze in mehrere Gruppen unterteilt, welches mit dem Zentrum Einsatzvorbereitung in Götzendorf und dem Zentrum Internationale Kooperation seine Aufgaben in der Führung aller internationalen Anforderungen ergründet und durch deren Erfüllung die Bedeutung der Belgier-Kaserne sogar auf internationaler Ebene weiterführte. Nun befindet sich hier der Hauptteil des Kommandos der österreichischen Streitkräfte.

## Lage und Verkehr
Die Belgier-Kaserne liegt im 15. Bezirk Wetzelsdorf in der Straßganger Straße 171. Etwa 3 km befestigte Straße durchziehen das 18,7 Hektar große Kasernenareal. Außerdem besitzt sie einen eigenen Eisenbahnanschluss. Mit über 30 Objekten gilt sie als größte bebaute militärische Anlage von Graz.

## Liste der Einheiten, die momentan in der Belgier-Kaserne stationiert sind
- Streitkräfteführungskommando des Österreichischen Bundesheeres (2006–dato)
- Ergänzungsabteilung des Militärkommandos Steiermark (1966–dato)
- Ortsfeste Stellungskommission Graz des Militärkommandos Steiermark (1978–dato)
- Militärspital Graz (1989–dato)
- Betriebsstaffel Belgier-Kaserne (1994–dato)
- Benutzerbetreuung Informationstechnik Süd des Informations-Kommunikations-Technologie und Cybersicherheitszentrum (2002–dato)
- Zentrum Internationale Kooperation (2002–dato)
- Heerespersonalamt (2003–dato)
- Heeresgebäudeverwaltung Süd (2000–dato)
- Abwehrstelle Steiermark (2006–dato)

## Liste der Einheiten, die in der Belgier-Kaserne stationiert waren
- Gebäudeverwaltung später Zweigstelle Bundesgebäudeverwaltung II (1947–1999)
- Brigadesanitätsanstalt 5 später Heeressanitätsanstalt Graz (1956–1989)
- Gebirgsbrigade Sanitätskompanie 5
- Batterie/Artillerieschule später 1. Batterie/Brigadeartillerieabteilung 5 (1956–1957)
- Kasernenkommando Belgier-Kaserne (1957–1994)
- Einheiten des Versorgungsregimentes 2 (1957–1982)
- Panzerjägerkompanie 5 (1957)
- Kommando 5. Jägerbrigade (1963–1966)
- Kommando und Stabskompanie Ausbildungsregiment 10 (1963–1971)
- Stabskompanie des Militärkommandos Steiermark (1974–1998)
- Kommandokompanie des Korpskommandos I (1974–1993 und 1998–2002)
- Lehrkompanie Sanität (1979–2002)
- Heeresbesoldungsstelle II bzw. Kasse später Buchhaltung des Militärkommandos Steiermark (1982–1998)
- Rechenzentrum des Militärkommandos Steiermark (1991–2000)
- Kommandobataillon 1 (1998–2002)
- Korpskommando I (1998–2002)
- Buchhaltung des Korpskommandos I (1998–2002)
- Rechenzentrum Graz des Heeresdatenverarbeitungsamtes (2001–2002)
- Kommando Internationale Einsätze (2002–2006)
- Heeresbuchhaltung des Bundesministeriums für Landesverteidigung (2002–2005)
- Nachrichtenelement des Kommandos Landstreitkräfte (2002–2006)
- Verifikationsabteilung des Österreichischen Bundesheeres (2002–2006)

## Liste der Vereine, die ihren momentanen Sitz in der Belgier-Kaserne haben
- Sektionen des Heeressportvereins
- Sektionen des Heeressportschützenvereins
- Unteroffiziersgesellschaft Steiermark
- Kameradschaftsverband Furchtlos und Treu
- „Gesellschaft für Bosnisch-Herzegowinische Beziehungen“
- Traditionszug des Feldjägerbataillons Nr. 9
- Traditionsverein Höhere Führung Graz
- Verein Österreichischer Peacekeeper, Landesgruppe Steiermark

## Trivia
Arnold Schwarzenegger, berühmter Schauspieler und ehemaliger Gouverneur von Kalifornien, leistete seinen Grundwehrdienst als Panzerfahrer in der Belgier-Kaserne ab.